# SBS自動車学校
SBS自動車学校株式会社（エスビーエスじどうしゃがっこう）は、千葉県千葉市稲毛区に本社を置くSBSグループの企業。千葉県公安委員会指定の自動車教習所2校の運営を行っている。

## 沿革
- 1963年 - 興洋産業株式会社を現在地に設立[1]。株式会社姉崎自動車教習所を市原市椎津1694番地に設立[2]。
- 1970年 - 株式会社京葉自動車学校に商号変更[1]。
- 2019年 - 姉崎自動車教習所と京葉自動車教習所をSBSホールディングスがCKT千葉構内タクシーグループから全株式を買収しSBSグループ入り[3]。
- 2020年 - 株式会社京葉自動車教習所が株式会社姉崎自動車教習所を吸収合併、SBS自動車学校株式会社に商号変更[1]。

## 京葉自動車教習所
京葉自動車教習所（けいようどうしゃきょうしゅうじょ）は、千葉県千葉市稲毛区にある千葉県公安委員会指定の自動車教習所。

### 所在地
- 千葉市稲毛区長沼町341

### 教習車種
- 中型自動車
- 普通自動車 (MT,AT)
- 普通自動車二種 (MT,AT)
- 大型自動二輪車
- 普通自動二輪車
- 高齢者講習

### アクセス
- JR稲毛駅・四街道駅・京成勝田台駅から路線バス、周辺各地域に向けて無料送迎バス有り。

## 姉崎自動車教習所
姉崎自動車教習所（あねさきじどうしゃきょうしゅうじょ）は、千葉県市原市にある千葉県公安委員会指定の自動車教習所。小高い山の上にあることから「山の教習所」と呼ばれている。2020年12月までコース改修のため休校中。

### 所在地
- 千葉県市原市椎津1694

### 教習車種
- 大型自動車
- 中型自動車
- 普通自動車 (MT,AT)
- 大型自動二輪車 (MT,AT)
- 普通自動二輪車 (MT,AT)
- 小型限定自動二輪車 (MT,AT)
- 限定解除・ペーパードライバー

### アクセス
- JR姉ケ崎駅ほか、周辺各地域に向けて無料送迎バス有り。